# Malidzano

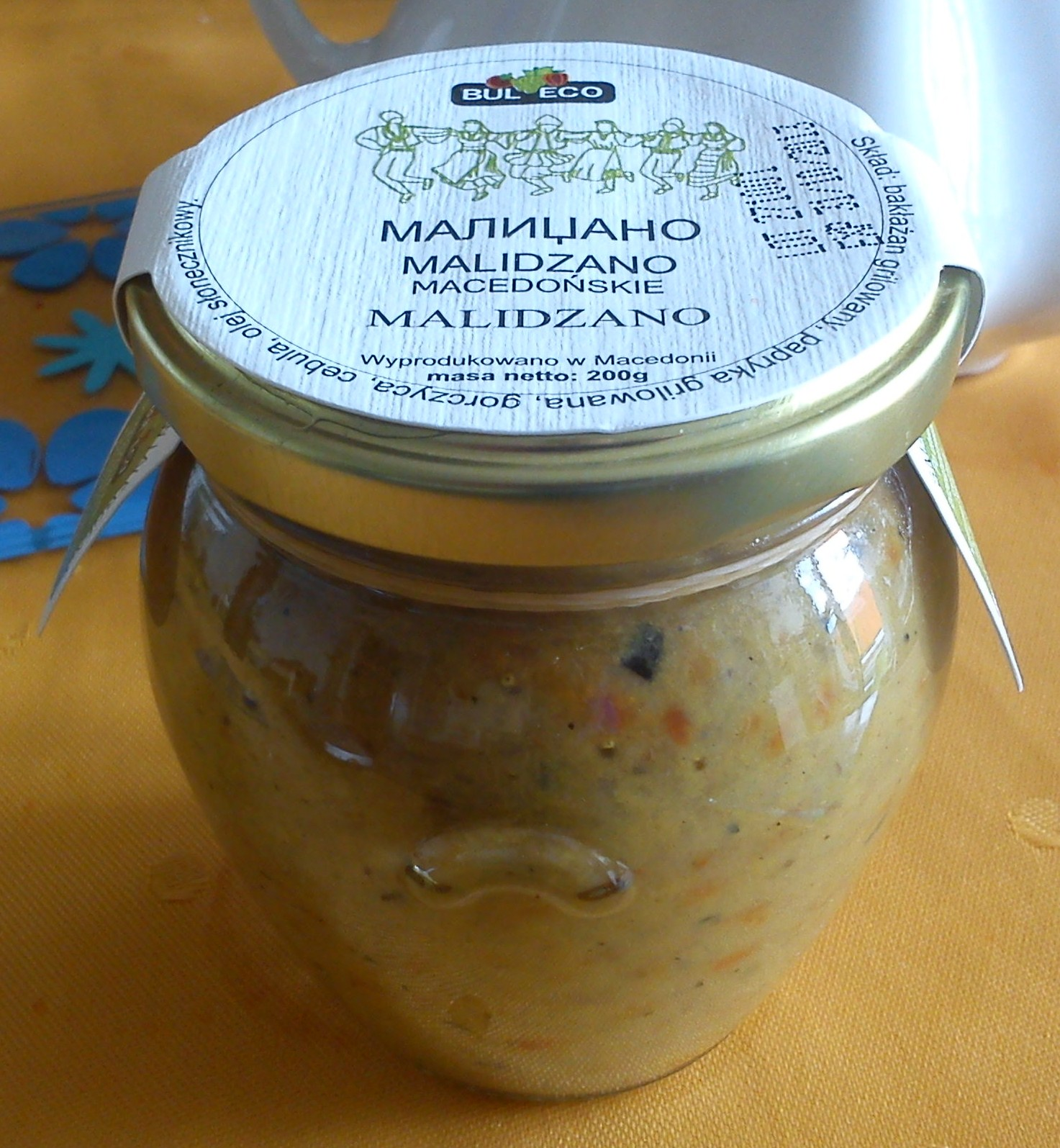
Słoik malidzano

Malidzano – tradycyjna macedońska sałatka kremowa z bakłażanów, sera typu feta, orzechów i przypraw.
Nazwa pochodzi od włoskiej nazwy bakłażanu – melanzane. Malidzano jest zwykle podawane jako przystawka wraz z chlebem.